# Modulus calusa
Modulus calusa là một loài ốc biển, là động vật thân mềm chân bụng sống ở biển thuộc họ Modulidae.

## Miêu tả
Độ dài vỏ lớn nhất ghi nhận được là 15 mm.

## Môi trường sống
Độ sâu nhỏ nhất ghi nhận được là 1.5 m. Độ sâu lớn nhất ghi nhận được là 1.5 m.